# الكلية الحربية الأمريكية
الكلية الحربية للجيش الأمريكي (USAWC) هي مؤسسة تعليمية تعد ضباطًا عسكريين رفيعي المستوى ومسؤولين مدنيين لأدوار قيادية استراتيجية في جيش الولايات المتحدة. تقع في كارلايل، بنسلفانيا. تأسست في عام 1819، تعد USAWC واحدة من أقدم المؤسسات من نوعها في العالم. تقدم USAWC مجموعة متنوعة من البرامج التعليمية بما في ذلك درجة الماجستير في الدراسات الاستراتيجية.
يوجد بالكلية الحربية الأمريكية عدد من ندوات وورش عمل التطوير المهني. كما تستضيف الكلية محاضرات وندوات حول مواضيع تتعلق بالأمن القومي والعلاقات الدولية والاستراتيجية العسكرية. يتم طلب خريجي USAWC بشدة لمهاراتهم في البحث والتحليل وصنع السياسات.

## تأسيس الكلية الحربية الأمريكية
تعد الكلية الحربية الأمريكية واحدة من أقدم المؤسسات التعليمية في الولايات المتحدة. تأسست الكلية عام 1819 من قبل الرئيس جيمس مونرو، وكانت تعرف في الأصل باسم مدرسة تطبيق المشاة والفرسان.

## مكان تأسيس الكلية الحربية الأمريكية
تقع في كارلايل بولاية بنسلفانيا، وهي جزء من الكلية الحربية للجيش الأمريكي، وهي مؤسسة تعليمية عسكرية مهنية رفيعة المستوى بالجيش.

## مهمة war college
تتمثل مهمة War College في تثقيف وتطوير القادة للخدمة على المستوى الاستراتيجي في الجيش الأمريكي، والخدمات العسكرية الأمريكية الأخرى، ومنظمات الأمن القومي، بالإضافة إلى القادة العسكريين والمدنيين والمديرين التنفيذيين من الدول الأخرى. يركز المنهج على التفكير الاستراتيجي ويزود الطلاب بفهم أعمق لقضايا الأمن الإقليمي والعقيدة العسكرية والفنون العملياتية وحل النزاعات والوعي الثقافي.

## درجة الماجستير في الكلية الحربية الأمريكية
تقدم كلية الحرب برنامجًا مقيمًا لمدة 10 أشهر يؤدي إلى درجة الماجستير في الدراسات الإستراتيجية.

## البرامج التعليمية للكلية الحربية الأمريكية
يوجد دورات تدريبية أقصر عبر الإنترنت والمقيمين لكبار ضباط الجيش والزملاء الدوليين. بالإضافة إلى برامجها التعليمية، تجري الكلية أيضًا أبحاثًا حول الموضوعات المتعلقة بالأمن القومي.